# Cadeby, Leicestershire
Cadeby är en ort och civil parish i Storbritannien.   Den ligger i grevskapet Leicestershire och riksdelen England, i den södra delen av landet, 150 km nordväst om huvudstaden London.